# Frida Hansdotter
Frida Hansdotter, švedska alpska smučarka, * 13. december 1985, Västerås.
V svoji karieri je 22 krat stala na odru za zmagovalce v slalomu. Prijel se jo je vzdevek "večno druga" saj je bila na vseh tekmah vedno druga in nikoli prva. Ta smučarski post je prekinila v Kranjski Gori, kjer je zmagala na jubilejni 50. Zlati lisici.
V sezoni 2015/16 je osvojila svoj prvi mali kristalni globus v slalomu.

## Rezultati v svetovnem pokalu
- 1 kristalni globus – (1 mali slalomski)

| Sezona | Disciplina |
| ------ | ---------- |
| 2016   | slalom     |

### Uvrstitve po sezonah
| Sezona | Starost | Skupni seštevek | Slalom | Veleslalom | Superveleslalom | Smuk | Kombinacija |
| ------ | ------- | --------------- | ------ | ---------- | --------------- | ---- | ----------- |
| 2007   | 21      | 89              | 30     | –          | –               | –    | —           |
| 2008   | 22      | 53              | 19     | 45         | –               | –    | —           |
| 2009   | 23      | 28              | 9      | 44         | –               | –    | 27          |
| 2010   | 24      | 62              | 18     | –          | –               | –    | —           |
| 2011   | 25      | 46              | 14     | –          | –               | –    | —           |
| 2012   | 26      | 25              | 9      | 45         | –               | –    | —           |
| 2013   | 27      | 10              | 4      | 12         | –               | –    | —           |
| 2014   | 28      | 10              | 2      | 34         | –               | –    | —           |
| 2015   | 29      | 6               | 2      | 14         | –               | –    | —           |
| 2016   | 30      |                 | 1      |            | –               | –    | —           |

### Zmage v svetovnem pokalu
- 3 zmage in 22 stopničk  (vse v slalomu)

| Sezona  | Datum             | Disciplina | Prizorišče    |
| ------- | ----------------- | ---------- | ------------- |
| 2013/14 | 2. februar 2014   | slalom     | Kranjska gora |
| 2014/15 | 13. januar 2015   | slalom     | Flachau       |
| 2015/16 | 29. december 2015 | slalom     | Lienz         |